# Jean Deschanel
Pour les articles homonymes, voir Deschanel.
Jean Deschanel est un homme politique français, né le 1er septembre 1904 à Paris et mort le 24 janvier 1963 dans la même ville.
Fils de Paul Deschanel, président de la République en 1920, il mène une carrière de haut fonctionnaire avant de se lancer en politique.

## Biographie
Jean Louis Camille Émile Deschanel est diplômé de l'École libre des sciences politiques et travaille dans un établissement de crédit. Après la mort de son père, il est attaché au cabinet du ministre de l'Agriculture des gouvernements Poincaré, Briand et Tardieu.
Candidat aux élections législatives de 1932, à 28 ans, dans l'ancienne circonscription paternelle comprenant Chartres et Nogent-le-Rotrou, il est élu député et s'inscrit au groupe parlementaire des Indépendants de gauche, groupe de centre droit proche de l'Alliance démocratique. Il est réélu dans la même circonscription en 1936, se présentant cette fois comme radical indépendant, c'est-à-dire comme centriste. Il adhère dans la foulée au groupe de la Gauche démocratique et radicale indépendante.
Le 10 juillet 1940, il vote en faveur de la remise des pleins pouvoirs au maréchal Pétain. Il ne retrouve pas de mandat parlementaire après la Seconde Guerre mondiale et se voit frappé d’inéligibilité pour son vote de 1940.

## Sources
- « Jean Deschanel », dans le Dictionnaire des parlementaires français (1889-1940), sous la direction de Jean Jolly, PUF, 1960 [détail de l’édition]